# Narrátor
- Olyan ember, aki valamely kommunikációs folyamatban, általában hivatásszerűen közvetíti részünkre, befogadók részére az üzenetet (szinkronszínész, tévébemondó, reklámember, kommentátor stb.), általában olyan szituációban, melyben egy éppen folyó eseményt valamilyen kommunikációs csatornán át még pluszban magyaráznak, közvetítenek is nekünk.
- A fikciós irodalmi művekben a narrátor (vagy mesélő, elbeszélő) az a személy (általában, a szereplőkhöz hasonlóan, maga is kitalált vagy konstruált), aki a történetet elmondja, elmeséli. Az Idegen szavak és kifejezések szótára szerint narrátor (lat.): „1. elbeszélő, a történet elmondója; 2. (szính., film) a drámai cselekményen kívül álló szereplő, aki a szerző szócsöveként elmondja a színpadi cselekmény megértéséhez szükséges, de nem ábrázolt eseményeket, gyakran az előadást kísérő megjegyzéseivel a nézők érzelmi magatartását is befolyásolja.”[1] A narrátorok több típusba sorolhatóak.

## A narráció történetéről
A narráció mint tudatosan használt művészi eszköz már a klasszikus görög drámában is megjelenik a kórus formájában. Eredetileg a kórus képezte a fő elemét a kezdetben főleg énekes elemekre épülő drámának, és a két-három szereplő csak illusztrálta a kórus által előadottakat. Később a szerep megfordult, és a kórus már csak kommentálta, értelmezte a főszereplők párbeszédeit; valamint elszavalta a színpadon nem ábrázolt vagy nem ábrázolható eseményeket.
A narráció másik korai formája a népmesében érhető tetten. Ezek a műfajok az élőbeszédre és hangos előadásra épültek. Nemcsak a fél-mitikus eseményeket elbeszélő antik eposzokból ismert, hogy a történet túlnyomó részében személytelennek látszó narrátor „kiszól” a történetből pl. az invokáció során („Férfiúról szólj nékem, Múzsa, ki sokfelé bolyongott ...”), hasonló példa előfordul egy ősi afrikai teremtés-mesében is („Ezt az apám mesélte el nekem, ő meg az apjától hallotta; réges-régtől fogva, a világ kezdetétől száll így ez a történet.”), de a népmesék is tartalmaznak az elbeszélő jelleg mellett formulává megkövesedett értelmező jellegű részeket is („Régen volt, talán igaz sem volt.”; „Aki nem hiszi, járjon utána” stb.).

## A narráció lehetséges formái

### A történetben való szereplés szempontjából
Gerard Genette (1930–2018) francia irodalomtudós nyomán, akinek jelentős szerepe volt a modern irodalomtudomány figyelmének a narráció fogalmára irányulásában, megkülönböztethetünk:
- Heterodiegetikus narrátort, vagyis azokat az elbeszélőket, akik nem szereplői az általuk elbeszélt történetnek;
- Homodiegetikus narrátort, akik viszont szereplői.

Azt, akinek az elbeszélő a történetet mondja vagy írja, a fiktív befogadó terminussal jelölhetjük – ez homodiegetikus narrátornál lehet egy másik szereplő (de nem feltétlenül az), heterodiegetikus elbeszélőnél a „kedves olvasó” néven megszólított valaki; vagy éppen mindkettőnél egy meghatározatlan címzett.
A klasszikus bűnügyi regények között pl. Doyle Sherlock Holmes-történeteit egy homodiegenetikus narrátor mondja el egyes szám első személyben, ő Dr. Watson. Agatha Christie Poirot-történeteiben viszont többször szerepel egyes szám harmadik személyű heterodiegetikus narrátor (bár kivételek akadnak, pl. Doctor Sepphard alakja az Ackroyd-gyilkosság c. könyvében, sőt Christie néhány regényében váltott narrációt is használ, mikor is az események egy-egy részét különböző első személyű narrátorok beszélik el).
Mindez azonban nem jelenti azt, hogy a heterodiegetikus narrátor szükségszerűen személytelenebb, pusztán a történettől, a cselekménytől van távolabb. Mihail Bulgakov Mester és Margaritájának narrátora például nem jelenik meg a cselekményben, ugyanakkor higgadt, ironikus előadásmódja az I. könyv végén meglepetésszerűen érzelmi kitörésbe csap át, amikor az igaz, örök szerelem létezését tagadókról kezd el beszélni (akik „megérdemelnék, hogy kitépjék hazug nyelvüket”). Kodolányi János Az égő csipkebokor c. regényében Mózes történetét pedig egy, az író által konstruált huszadik századi, a cselekmény után évszázadokkal élő (vagyis heterodiegetikus) rabbi mondja el egyik tanítványának, de beleszőve a történetbe saját elképzeléseit, értékelését, elméleteit is.

### A narráció nézőpontja szempontjából

#### Első személyt használó
- „Beléptem a szobába, és egy férfit láttam a széken ülni.”

A narrátor a történet egy szereplője, általában a fiktív hős (sőt, sokszor a főszereplő).

#### Második személy
- „Belépsz a szobába és egy férfit látsz a széken ülni.”

A narrátor a történet egy másik szereplőjének meséli a történetet, a másik szereplő nézőpontjából.
Ritkábban a narrátor az olvasóhoz beszél úgy, mintha ő lenne a történet egy szereplője; ezt a narrációs formát az interaktív történeteken kívül ritkán használják; néha azonban előfordul klasszikus (nem interaktív) történetekben is.

#### Harmadik személy, korlátozott
- „A lány idegesen belépett a szobába és egy férfit látott a széken ülni, összeszorított öklökkel és szikrázó szemekkel.”

A narrátor egy szereplő általános nézőpontjából meséli a történetet, és csak ezen szereplő gondolatvilágát írja le.

#### Harmadik személy, mindentudó
- „A lány idegesen belépett a szobába és egy férfit látott a széken ülni, aki legszívesebben rákiáltott volna.”

Igen gyakori narrációtípus. A narrátor a történetet annyi nézőpontból meséli el, amennyi szükséges, ismerve minden szereplő gondolatait és érzéseit. Példa: Mihail Bulgakov regényében, A Mester és Margaritában több helyen is előfordul (Annuska jellemzésekor).

#### Beágyazott vagy többszörös narráció
Ilyen narrációt alkalmaz, egyben ezt a módszert parodizálva, Karinthy Frigyesnek az Ezeregyéjszakáról írott karcolata. A többszörös narrációban a narrátor olyan történetet mond el, melyben ugyanaz vagy egy másik narrátor egy olyan történetet mond el, melyben valamelyik előző vagy egy harmadik narrátor egy olyan történetet mond el …; tehát arról van szó, hogy az ilyen történetben egy narráció narrációja szerepel. Egy jó középkor környéki példa Giovanni Boccaccio Dekameronja  (MEK-szöveg) , melyben a harmadik személyű narrátor mesélte alaptörténet egy kastélyban játszódik, s amelyben aztán a szereplők saját elbeszélésükben történeteket mesélnek. Modern példa Tolkiennek A Gyűrűk Ura c. regénye, melyben a Vasudvard nevű gonosz erőd ostromát az óriási entek által két jelentős szereplő, Borbak Trufa és Tuk Peregrin elbeszéléséből ismeri meg a többi főszereplő (és az olvasó). Ez a beágyazott elbeszélés egy egész fejezetet tesz ki a regényben.

### A narrátor tudása és tekintélye szempontjából

#### A mindentudó narrátor
A mindentudó narrátor általában a harmadik személyű elbeszélésekben fordul elő. A mindentudó narrátor olyan dolgokat ismer, amelyre egyetlen valós személy sem lehet képes: ismerheti és közölheti több szereplő cselekedeteit és gondolatait is, az események előzményeit, hátterét, következményeit.
A mindentudó narrátor igen korán megjelenik az irodalomtörténetben: a görög eposzokban már tetten érhető. A görög történetmondó ugyanis az isteni lények, a Múzsák kegyeltje; utóbbiak pedig nem úgy látnak és hallanak, mint a halandó ember, hanem a teljes valóságot képesek átélni, és, amennyiben úri kedvük úgy tartja, átadni. Az istenektől kapott mindentudás vagy igazságlátás nemcsak irodalmi munkákban, hanem a korai természetfilozófusoknál is gyakori toposz (Parmenidész).

#### A korlátozott narrátor
A korlátozott vagy (egyenesen) megbízhatatlan narrátor olyan személy, aki úgy meséli el a történetet, hogy nem ismer minden tényt, vagy nem mond el mindent, amit tud. Így a narrátor állíthatja, hogy valami igaz, miközben az olvasó – aki a mesélőnél tájékozottabb – tudja, hogy az igazság ettől eltér. Erre példa a Zabhegyező vagy az  Amerikai psycho vagy A nagy Gatsby.
Detektívtörténetekben is nagyon gyakori, hogy az olvasó esetleg többet tud a harmadik személyű, vagy akár az első személyű narrátornál is (mert könyvekben ez utóbbi olyan ismeretei is beleszőhetőek a történetbe, melyeket csak az események után tudott meg), példa ilyen narrátorra Arthur Conan Doyle Sherlock Holmes-novelláiban Dr. Watson, vagy a Columbo c. filmsorozatban a főszereplő rendőrhadnagy (aki nem narrátor, viszont a néző szinte mindig bizonyosan tudja annak a bűnügynek a részleteit, amit a felügyelő csak sejt).

### Váltott narráció
Akad olyan írás is, amelyben a narráció váltakozik, de nem a történetbeágyazódás okán történő többszörözés miatt, hanem egyszerűen az író szándékai szerint. Példa erre Kodolányi János Júdásról alkotott regénye (Én vagyok), melynek első könyvében abszolút Júdás (Jehuda) szemszögéből látjuk az eseményeket, egyes szám első személyben, naplószerűen elmondva, míg a második rész az árulás és öngyilkosság története harmadik személyű mindentudó narrátor elbeszélésében (logikus, hogy az öngyilkosságot első személyben nem lehetett volna elmondani).
Határeset, de némi önkénnyel ide sorolható még Rejtő Jenő: Menni vagy meghalni című regénye is, melyben végig mindentudó narrátor mesél, de mindentudása a második könyvben jóval kisebb; egy jobb példa talán a Vanek Úr Párizsban c. regénye, melynek első könyvében mindentudó, a második könyvében egyes szám első személyű narrátor mesél.
A váltott és többszörös narráció közt a különbség: előbbinél a narrátorok „párhuzamosan kapcsoltak”, egymástól függetlenek, időben nem egyszerre nyilvánulnak meg; míg az utóbbinál végül is csak egy (fő) narrátor van, és végső soron a beágyazott narrátorokat is csak az ő közvetítésében ismerjük; a narrátorok ebben az értelemben „sorba kapcsoltak”, nem függetlenek; időben pedig egyszerre beszélnek, hisz a melléknarrátorok üzenetét is a fő narrátor közvetíti.

### Paradox narrációtípusok
A narráció paradoxszá, lehetetlenné válásának egyik kézenfekvő módja a mű által elbeszélt fiktív valóságok (több is lehet belőlük) és/vagy a benne számontartott realitás összekeveredése lehet. Ez a keveredés tudatos módon már a Cervantes által írt Don Quijote-ban is megjelenik, tehát nem feltétlenül posztmodern jelenségről van szó. „Cervantes iróniája groteszk és kétértelmű játékot űz Don Quijote könyvember-voltával. Don Quijote nemcsak könyvember, hanem egyúttal könyvalak is, regényt él, és egyúttal tudja magáról, hogy regényhős. A második rész legszebb kalandjainak az az előfeltevésük, hogy a bennük szereplő emberek olvasták már a regény első részét. A herceg vendégszeretetete már a népszerű regényhősnek szól. [...] A manchai hidalgó még szomorú halálát is annak köszönheti, hogy regényalak: meg kell halnia a II. rész végén, nehogy illetéktelen kezek megint tovább írhassák kalandjait.”
Márton László írásai közt előfordul olyan elbeszélés is, melyben a narrátor kilép emberi mivoltából, és magát szöveg- vagy médiaszerű entitásként állítja be.

## Általános jellemzők
Az, hogy a történet írója milyen narrátort választ, a mű jellemzőit is meghatározza. Általában az első személyű narrátor egy szereplő érzéseit, véleményét és észleléseit közelebb hozza az olvasóhoz, jobban bemutatja, hogy a szereplő hogyan éli meg a történetet és hogyan látja a többi szereplőt. Ha az író célja az, hogy a szereplő világába lépjen, akkor ez egy jó választás, bár a harmadik személyű korlátozott elbeszélő stílus nem feltétlenül fedi fel a szereplő minden gondolatát.
Ezzel szemben a harmadik személyű mindentudó narrátor egy áttekintést ad a történet világáról, betekintve több szereplő érzéseibe és a háttérben zajló eseményekbe. Azon történeteknél, ahol a környezet fontos és sok szereplőt követ az elbeszélés ott a harmadik személy a jobb választás.
A második személyű narráció elbeszélő jellegű művekben csak kivételesen fordul elő.

## Külső linkek
- https://web.archive.org/web/20070112162736/http://www.netauthor.org/pov.html